# Masaya Tashiro
Masaya Tashiro (田代 雅也 Tashiro Masaya?), född 1 maj 1993 i Saitama prefektur, är en japansk fotbollsspelare.
Tashiro började sin karriär 2016 i FC Gifu. Han spelade 28 ligamatcher för klubben. 2018 flyttade han till Tochigi SC.